# La freccia insanguinata
La freccia insanguinata (Arrowhead) è un film in Technicolor del 1953 diretto da Charles Marquis Warren.
È un western statunitense ambientato nel 1878 con Charlton Heston, Jack Palance, Katy Jurado e Brian Keith. È basato sul romanzo del 1953 Adobe Walls di W.R. Burnett.

## Trama
Ed Bannon, capo delle guide presso Fort Clark, in Texas, sfugge per miracolo a un'imboscata tesagli da una tribù Apache. In seguito, l'ufficiale viene rimosso perché considerato un ostacolo per la politica "tollerante" dell'esercito, che vorrebbe spostare tutti gli Apache della zona in una riserva in Florida. Quando Toriano, figlio del capo tribù, fa ritorno dopo aver frequentato una scuola nell'Est del Paese, Bannon diventa sospettoso...

## Produzione
Il film, diretto da Charles Marquis Warren su una sceneggiatura dello stesso Warren su un soggetto di W.R. Burnett, fu prodotto da Nat Holt per la Nat Holt Productions e girato a Brackettville, Texas, (nell'Hobbs Ranch e a Fort Clark), dall'11 novembre al 5 dicembre 1952. Il titolo di lavorazione fu Adobe Walls. Il personaggio di Ed Bannon è basato in parte sull'esploratore Al Sieber, in servizio presso la cavalleria degli Stati Uniti e in particolare negli anni 1870 come capo degli esploratori presso la riserva indiana di San Carlos.

## Distribuzione
Il film fu distribuito con il titolo Arrowhead negli Stati Uniti dal 3 agosto 1953 al cinema dalla Paramount Pictures.
Altre distribuzioni:
- in Svezia il 19 luglio 1954 (Den vita apachen)
- in Germania Ovest il 12 ottobre 1954 (Die Bestie der Wildnis)
- in Portogallo il 17 gennaio 1955 (O Apache Branco)
- in Austria nel febbraio del 1955 (Die Bestie der Wildnis)
- in Finlandia il 4 febbraio 1955 (Intiaaniluopio)
- in Danimarca il 3 giugno 1955 (Toriano - den røde barbar)
- in Turchia nel dicembre del 1956 (Kanli ok)
- in Brasile (O Ultimo Guerreiro)
- in Spagna (Hoguera de odios)
- in Francia (Le sorcier du Rio Grande)
- in Grecia (Matomeno stiletto)
- in Ungheria (Az apacsok nyila)
- in Italia (La freccia insanguinata)
- in Polonia (Grot strzaly)
- in Jugoslavia (Odmetnik prerije)

## Critica
Secondo il Morandini il film è un "western insolitamente violento per l'epoca" che può vantare una notevole ambientazione e una buona direzione degli attori.